# Frederik Sporon
Frederik Sporon (født 17. november 1783 på Christiansborg Slot, død 16. oktober 1867 i København) var en dansk amtmand.
Han var en søn af konferensråd og amtmand Benjamin Georg Sporon, blev 1801 dimitteret fra Borgerdydskolen i København, tog 1806 juridisk embedseksamen og ansattes samme år som volontær i Danske Kancelli, men overgik 1809 derfra til Rentekammeret som auskultant. 16. januar 1813 konstitueredes han, og 22. marts (fra 1. august) 1814 fik han kongelig udnævnelse som amtmand over Hjørring Amt, hvorfra han 22. juni 1822 forflyttedes til den tilsvarende stilling i Svendborg Amt. Fra dette embede entledigedes han 7. februar 1855, efter at han, der i sine yngre dage med omhu og pålidelighed havde varetaget sit embede, i længere tid, særlig på grund af et i høj grad svækket syn, hovedsagelig havde måttet lade sine forretninger besørge ved fremmed hjælp. 11. november samme år fik han tilladelse til fortsat at bære amtmandsuniform. Han døde 16. oktober 1867 i København.
1809 var han blevet hofjunker, 1811 kammerjunker, 1. august 1829 Ridder af Dannebrog, 1839 kammerherre, 10. juni 1841 Dannebrogsmand og 28. juni 1847 Kommandør af Dannebrog.
Han blev 28. november 1817 gift med Marie Elisabeth Koefoed (4. december 1787 – 5. januar 1873), en datter af stiftamtmand Hans Koefoed og Margrethe f. Lindholm.
Der findes portrætmalerier af Frederik Sporon og hustru (1854 af N.P. Holbech, solgt som lot nr. 55 på Bruun Rasmussen Kunstauktioner 29. november 2010) samt et fotografi af Sophus Jensen (Det Kongelige Bibliotek).